# Verdun (Aude)
Verdun de Lauragués (en francès Verdun-en-Lauragais) és un municipi del departament de l'Aude a la regió francesa d'Occitània.